# انجیل متی

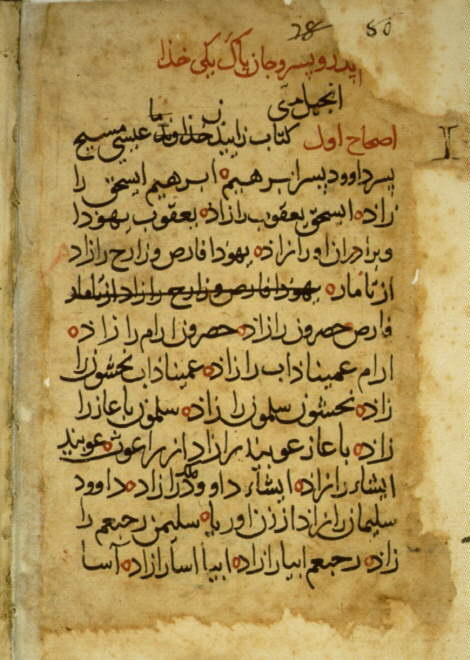
برگی از انجیل (اولین آیات انجیل متی) به خط نسخ فارسی متعلق به سده چهاردهم میلادی که یکی از کهن‌ترین دست‌نوشته‌های کتاب مقدس به زبان فارسی است و نخستین دست‌نوشته فارسی می‌باشد که به کتابخانه واتیکان راه یافته‌است. این برگ با واژه‌های «[به نام] پدر و پسر و جان پاک یکی خدا» آغاز می‌شود.

انجیل مَتّی (Gospel of Matthew) یکی از چهار انجیل پذیرفته شده توسط مسیحیان در مجموعه کتب عهدجدید و همچنین یکی از سه انجیل همنوا است. این انجیل شرحی از زندگی و دعوت عیسای ناصری را بیان می‌کند. این انجیل تبارنامه، زایش و دوران کودکی عیسی، دعوت، پندها و سخنان او، سفرش به اورشلیم و رویدادی که در نیایشگاه رخ داد را تشریح کرده و سرانجام به بیان مصلوب شدن و «رستاخیز» مسیح ۳ روز پس از مرگ می‌پردازد. طبق انجیل متی، عیسی‌مسیح پس از رستاخیز از مرگ پس از ۳ روز، به پیروانش مأموریت می‌دهد که به تبلیغ انجیل در میان تمامی مردم جهان (یهودی و غیریهودی) بپردازند.
بر پایه روایت سنتی مسیحیت این کتاب توسط مَتّی یکی از دوازده حواری عیسی نگاشته شده‌است. برخی بر این باورند که این دیدگاه سنتی از میانه‌های سده دوم میلادی به بعد رایج بوده‌است. از سده ۱۸ میلادی به بعد، پژوهشگران به صورت فزاینده‌ای درستی دیدگاه سنتی را زیر سؤال برده‌اند و امروز بیشتر بر این باورند که متی انجیلی که نامش را بر روی آن گذشته‌اند را ننوشته‌است. بیشتر پژوهندگان امروزی بر این باورند که انجیل توسط یک نویسنده مستقل مسیحی در اواخر سده یکم میلادی نوشته شده‌است. اجماع نظر کارشناسان عهدجدید این است که نویسنده آغازین انجیل آن را به زبان یونانی تألیف کرده‌است. به جز شمار اندکی از پژوهندگان، بقیه همداستانند که متی و لوقا از روایت انجیل مرقس، به علاوه نوشته فرضی Q (که شامل سخنان عیسی می‌شود)، به صورت منبع بهره برده‌اند. گروه اقلیت بر این نظر است که نخست متی انجیلش را نوشته و سپس مرقس انجیلش را نوشته، و سرانجام لوقا آن دو را ترکیب نموده‌است. هرچند لازم است ذکر شود، مبنای اینکه برخی تاریخدانان تاریخ نگارش اناجیل اَربَعه (متی، مرقس، لوقا، یوحنا) را به بعد از سال ۷۰ میلادی نسبت می‌دهند، پیشگویی عیسی مسیح در انجیل‌ها نسبت به ویرانی معبد اورشلیم است و از آنجا که این دسته از تاریخدانان باور ندارند که عیسی مسیح قادر به پیشگویی در این مورد بوده است، پس نتیجه می‌گیرند که انجیل‌ها بعد از تحریب معبد اورشلیم یعنی سال ۷۰ میلادی نوشته شده‌اند و نگارندگان انجیل‌ها ویرانی معبد اورشلیم را بعدها در کلام عیسی وارد کرده‌اند، در مقابل، برخی دیگر از تاریخدانان که به پیشگویی الهی توسط عیسی مسیح باور دارند، با استناد به تحلیل درون متنیِ انجیل‌ها، تاریخ تألیف بسیار زودهنگام‌تری (حتی قبل‌تر از سال ۷۰ میلادی) را تخمین زده‌اند.
از میان چهار انجیل مقدس مسیحی، انجیل متی به سنت‌های یهودیت سده اول نزدیکتر است. متی به صورت مکرر تأکید می‌کند که عیسی پیشگویی‌های عهد عتیق را برآورده کرده‌است. اکثریت صاحب‌نظران بر این باورند که نویسنده انجیل متی یک مسیحی از قوم یهودی بوده‌است. نویسنده، آموزه‌های عیسی را به پنج گفتار تقسیم کرده‌است: ۱ - موعظه بر فراز کوه (فصلهای ۵–۷) ۲
- آموزه‌هایی پیرامون دوازده شاگرد و مأموریت آنها (فصل ۱۰) ۳ - مَثَل هایی دربارهٔ پادشاهی آسمان (فصل ۱۳) ۴ - آموزه پیرامون معنی شاگردی (فصل ۱۸) ۵ - آموزه پیرامون پایان عصر حاضر و آمدن پادشاهی آسمان (فصلهای ۲۴–۲۵و احتمالاً وای‌های عیسی علیه فریسی‌ها و کاتبان یهودی از فصل ۲۳). برخی از محققان پیشنهاد داده‌اند که نویسنده تلاش داشته تا عیسی را به عنوان یک موسی بزرگ‌تر معرفی کند، و اینکه به صورت ساختاری نویسنده پنج کتاب تورات را تقلید کرده‌است. بقیه پژوهندگان اهمیت عدد پنج را با استدلال به این که خیلی از نوشته‌های یونانی یا یهودی پنج بخش یا فصل دارند، زیاد در نظر نمی‌گیرند.
در متی، عیسی به پطرس مسئولیت تصدی امور را می‌دهد و این متن بسیار تأثیرگذار بوده‌است. متی تنها انجیلی است که صحبت از کلیسا می‌کند. عیسی با اشاره به اختیاراتش از پیروانش می‌خواهد که بخشیدن دیگران را پیشه خویش سازند. با آمیخته بودن انجیل مرقس و تأکید آن بر کلیسا، متی مورد علاقه‌ترین انجیل هنگامی که انجیل‌ها به صورت مستقل پخش می‌شدند بود. انجیل متی متن آهنگین و اغلب شاعرانه‌ای دارد و برای خوانش همگانی مناسب تر از بقیه انجیل‌های همنوا است. متی آموزه‌های عیسی را به صورت کامل و مرتّبی بیان می‌کند؛ موعظه بالای کوهاش به صورت گسترده‌ای، حتّی میان غیر مسیحی‌ها، مورد احترام بوده‌است؛ ولی به نظر پژوهشگر، گراهام استنتن، شیوه استفاده نامناسب این انجیل از عهد عتیق به عنوان یک مجموعه «متن اثباتی»، و بیان‌های ضدیهودی‌اش و نگاه تندش در زمینه «سزا دادن» برای خواننده دنیای امروز گیج‌کننده بوده‌است.
به مانند انجیل‌های هم‌نوای دیگر ولی متفاوت از انجیل یوحنا، در متی عیسی بیشتر صحبت از" پادشاهی خداً می‌کند تا دربارهٔ خودش و همچنین تعلیماتش را به صورت عمده توسط مَثَل ها یا گفتارهای کوتاه انجام می‌دهد (بر عکس انجیل یوحنا که در آن عیسی این کار را به صورت عمده توسط سخنرانی بسیار طولانی انجام می‌دهد). برخی از جزئیات زندگی عیسی، به‌ویژه آنها که مربوط به دوران کودکی اش هستند، را فقط انجیل متی بازگو می‌کند. برای نمونه آمدن سران مُغ از مشرق زمین (که احتمالاً از سرزمین پارس یا ایران امروزی بوده‌اند) برای گرامی‌داشت عیسی نوزاد، مهاجرت به مصر و کشتار کودکان تنها در متی یافت می‌شوند.

## نگارش

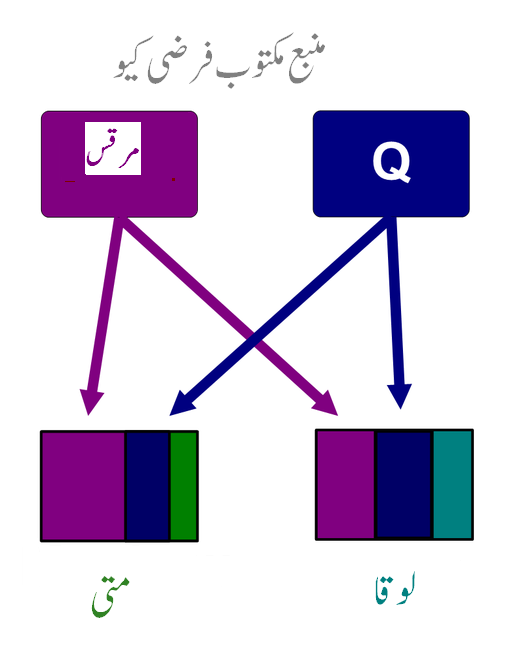
دیدگاه دو منبع: انجیل متّی و انجیل لوقا مستقل از هم نوشته شده‌اند، ولی هردو از انجیل مَرقُس و نوشتهٔ دیگری که «کیو» نامیده شده به‌عنوان منبع استفاده کرده‌اند. منبع کیو با مرقس موارد مشترکی ندارد.

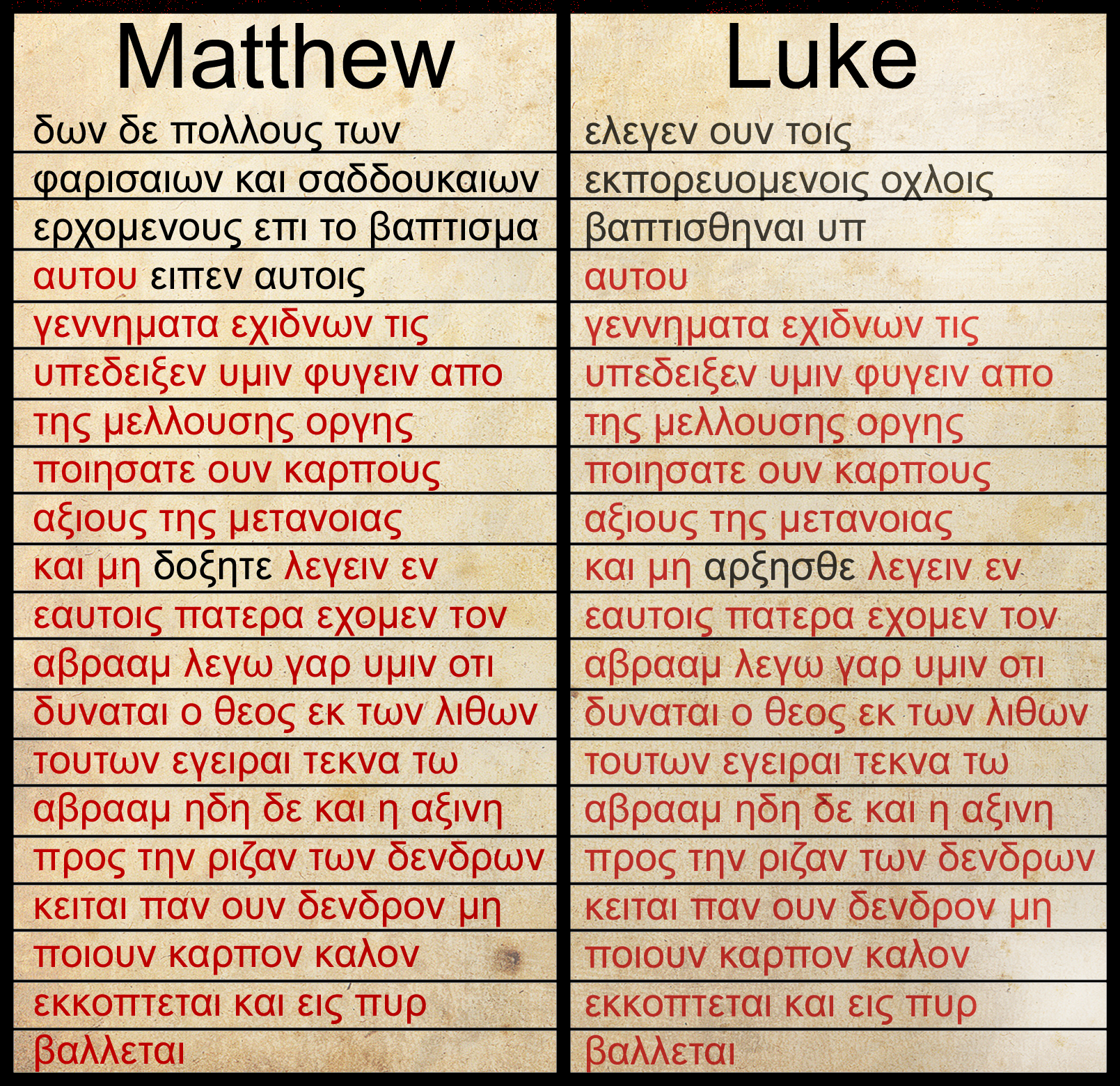
دو قطعه از متن لوقا و متی (متی، فصل ۳، آیات ۷–۱۰؛ لوقا، فصل ۳، آیات ۷–۹). جاهایی که کلمات عیناً یکی هستند با رنگ قرمز نشان داده شده‌است.

بر اساس روایت سنتیِ مسیحیت، این کتاب توسط متی یکی از دوازده حواری عیسی نگاشته شده‌ است.
- نظریۀ منتقدان مسیحیت در خصوص تاریخ نگارش و نگارنده «انجیل متی»:

تعداد قابل توجی از محققین معاصر بر این باورند که انجیل توسط یک نویسنده مستقل مسیحی در اواخر سده یکم میلادی (حدود ۴۰ سال پس از مصلوب شدن عیسی مسیح) نگاشته شده‌ است.
از سده ۱۸ میلادی به بعد، محققین بر پایه استدلالهایی مانند «زبانی که انجیل ابتداً به آن نوشته شده یونانی بوده و نه آرامی (زبانی که عیسی و حواریون به آن صحبت می‌کردند)؛ استفاده انجیل متی از انجیل مرقس به‌عنوان منبع، و نبود ویژگی‌های که معمولاً در نوشته‌های شواهد عینی دیده می‌شود» به صورت فزاینده‌ای صحت دیدگاه سنتی را زیر سؤال برده‌اند و امروزه اکثراً معتقدند که متی انجیلی که اسمش را بر روی آن گذشته‌اند را ننوشته‌است.
محققین مدرن پیشنهادهای متفاوتی راجع به هویت نویسنده انجیل داده‌اند: یک خاخام یا کاتب یهودی که به مسیحیت گرویده، یک یهودی یونانی، یک غیر یهودی که عمیقاً از مذهب یهود آگاهی دارد، عضوی از یک «مکتب» کاتبان خاص درون جامعهٔ یهودی-مسیحی‌ها. اکثر محققان بر این باورند که نویسنده فردی مسیحی-یهودی بوده، و نه غیریهودی.
- نظریۀ مسیحیان در خصوص تاریخ نگارش و نگارنده «انجیل متی»:

اصلی‌ترین و مهم‌ترین دلیلی که برخی تاریخدانان، تاریخ نگارش اناجیل اَربَعه (متی، مرقس، لوقا، یوحنا) را به بعد از سال ۷۰ میلادی نسبت می‌دهند، صرفاً بر پایۀ واقعۀ «ویرانی معبد اورشلیم» و «پیشگویی عیسی‌مسیح در انجیل‌ها درباره تخریب معبد اورشلیم» مبتنی است.
باید توجه داشت که در عصر حاضر تاریخ‌دانانی همچون Bart Ehrmann که آتئیست هستند و به خدا باور ندارند به عنوان چهره‌های محبوب و سرشناس شناخته می‌شوند، این بخش از مورّخان معتقدند عیسی مسیح توانایی پیش‌گویی تخریب معبد اورشلیم را نداشته است. این اصلی‌ترین دلیلی است که ایشان معتقدند انجیل‌ها می‌بایست بعد از تحریب معبد اورشلیم یعنی سال ۷۰ میلادی نوشته شده‌ باشند که بعد از تخریب معبد اورشلیم بوده؛ و از آنجا که بیشتر حواریون تا آن زمان احتمالاً کشته شده بودند، در نتیجه ایشان نمی‌توانند انجیل را نوشته باشند، بلکه نویسندگان گمنام دیگری انجیل‌ها را به دروغ به حواریون نسبت داده‌اند. حال آنکه مورخان دیگر که به خدا باور دارند معتقدند استدلال مورخان آتئیست استدلال معقولی نبوده و صرفاً بر این پیش‌فرض مبتنی است که خدا و پیش‌گویی الهی وجود ندارد. خداباوران معتقدند پیش‌گویی الهی می‌تواند توسط عیسی‌مسیح واقعیت داشته باشد. از سوی دیگر، با استناد به تحلیل درون متنیِ انجیل‌ها، تاریخ تألیف بسیار زودهنگام‌تری را برای انجیل‌های چهارگانه از جمله انجیل متی می‌توان تخمین زد. دلایلی که مورخان دیگر برای تألیف زودهنگام انجیل‌ها ارائه کرده‌‌اند متعدد بوده و برخی از آن‌ها عبارتند از:
1. در انجیل متی باب ۲۲ آیۀ ۲۳ چنین آمده است: "... که می‌گویند رستاخیزی وجود ندارد". این آیه به فرقۀ صدوقیان اشاره دارد و «فعل مضارع» یا «present tense» است، به این معنا که صدوقیان در زمان نگارش انجیل حضور دارند و نگارندۀ انجیل اعتقاد آن‌ها را شرح می‌دهد. حال آن که می‎‌دانیم فرقۀ صدوقیان نیز با تخریب معبد اورشلیم از بین رفته بودند. در نتیجه انجیل متی نمی‌توانسته دیرهنگام‌تر از سال ۷۰ میلادی نگاشته شده باشد. این یکی از مواردی است که به تاریخ تألیف زودهنگام (قبل از ۷۰ میلادی) انجیل متی اشاره دارد.[۲۳]
2. انجیل متی باب ۱۷ ، آیۀ ۲۴ تا ۲۷ تعلیم عیسی مسیح در خصوص پرداخت مالیات برای معابد یهودی را بیان می‌کند، ذکر این تعلیم که مالیات برای معابد یهودی را باید پرداخت، نمی‌تواند پس از تخریب معبد اورشلیم ابداع شده باشد، چرا که بر اساس مکتوبات تاریخ‌نگار جوسیفوس می‌دانیم که دیگر مالیاتی برای معابد یهودی گرفته نمی‌شد، بلکه این مالیات، جای خود را به "مالیات برای معابد یکی از خدایان روم به نام جوپیتر" داده بود[۲۴]. در نتیجه بیان چنین تعلیمی از عیسی مسیح، برای یک جاعل بعد از سال ۷۰ میلادی غیرعادی است: چرا یک جاعل باید تعلیمی از عیسی مسیح را جعل کند، که هیچ کاربردی و یا هیج مخاطبی ندارد؟
3. انجیل متی باب ۵ آیۀ ۲۳ و ۲۴ به آموزۀ عیسی‌مسیح در خصوص اهمیت عذرخواهی از دیگران اشاره دارد که در آن عیسی مسیح تعلیم می‌دهد که هر شحص مسیحی اگر برادر خود را آزرده و برای اهدای قربانی به معبد رفته است، باید قربانی را آنجا رها کرده و ابتدا به نزد برادر خود رفته و از او طلب بخشش کند. در این آموزه از انجیل متی، به گونه‌ای از معبد سخن گفته شده، که گویی معبد سالم و برقرار است، حال آن که معبد پس از سال ۷۰ میلادی تخریب شده بود. قاعدتاً اگر یک شخص ناشناس انجیل متی را جعل کرده باشد، به اشاره به تقدم «عذرخواهی و بخشش» بر «قربانی در معبد» بی‌معنی است[۲۴].

موارد بالا صرفاً چند نمونه از مواردی است که مورّخان مسیحی، بر اساس آن‌ها تاریخ نگارش بسیار زودهنگام‌تری (قبل از سال ۷۰ میلادی) را برای انجیل متی پیشنهاد داده‌اند، که حواریون مسیح، از جمله متی حواری در قید حیات بوده است. به این ترتیب همچنین احتمال اینکه متی حواری، فی‌الواقع نگارندۀ انجیل‌متی باشد، تقویت می‌شود.

#### تحلیل محتوایی انجیل متی
انجیل مرقس، متی و لوقا (انجیل‌های هم‌نظر) شامل شمار بسیار زیادی از داستان‌های مشابه، اغلب با ترتیب یکسان و حتی با کلمات عیناً یکسان. ارتباط انجیل متی با انجیل مرقس و لوقا سؤال حل نشده یی پیش روی محققین بوده و معمولاً با عنوان «مسئله انجیل‌های هم نظر» از آن یاد می‌شود. میزان برهم پوشانی ساختار جملات و انتخاب کلمات سه انجیل معمولاً این‌گونه توضیح داده می‌شود که نویسنده‌های انجیل‌ها یا یکی از روی دیگری متن را کپی کرده یا هر دو از یک منبع مشترک کپی کرده‌اند. امروزه کمابیش همه پژوهندگان از سراسر دنیا روی این به توافق رسیده‌اند که انجیل متی (و لوقا) از انجیل مرقس، به علاوه یک متن فرضی دیگر بنام Q که شامل سخنان عیسی است، استفاده کرده‌اند. گروه اقلیت بر این نظر هستند که متی اول بود، لوقا متن متی را گسترش داد و مرقس متن لوقا و متی را مخلوط کرده‌است. برای گروه اکثریت، متن Q توضیح دهنده آنچه متی و لوقا با هم در اشتراک دارند - بعضی وقتها حتی کلمه به کلمه یکسان- ولی در انجیل مرقس وجود ندارد. مثلاً سه وسوسه عیسی توسط شیطان، دعا عیسی، و خیلی از گفته‌های پراکنده عیسی. متی شامل ۶۱۲ آیه از کل ۶۶۲ آیه مرقس است، و با غیر از چند استثناء همه در ترتیب یکسانی هستند. ولی متی به صورت مکرر متن مرقس را از نظر نگرشی بهبود می‌بخشد. متی از بیان عبارات تکراری در انجیل مرقس خوداری کرده و جملاتی که ممکن است عیسی را به شکل بدی نشان دهد بیان نمی‌کند (مثلاً ذکر نکردن عبارات «آن‌ها می‌گفتند "عیسی عقل از سرش پریده است"»، و «آیا تو اهمیت نمی‌دهی» که در انجیل‌مرقس ۴:۳۸ مکتوب است).

## خلاصه کتاب انجیل متی
محتوای این کتاب به شرح زیر می‌باشد:
- شرح زندگانی عیسی مسیح از تولد، زندگی، مژده ملکوت، مصلوب شدن، مرگ و برخاستن دوباره او از مردگان
- تعالیم و معجزات عیسی مسیح
- چگونگی انتخاب و گزینش دوازده رسول

انجیل متی و انجیل‌های مَرقُس و لوقا، انجیل‌های همنوا خوانده می‌شوند، زیرا میان ساختار و مطالب آنها شباهت بسیار وجود دارد. انجیل چهارم، یعنی انجیل یوحنا، دارای ساختار و محتوایی متفاوت است.
پیام اصلی انجیل متی اثبات این حقیقت است که عیسای ناصری همان «مسیحای موعود»، یعنی پادشاه و رهایی‌بخش بنی اسرائیل است که در کتاب مقدّس یهودیان وعدهٔ آمدنش داده شده بود.
کارشناسان بر این عقیده‌اند که متی انجیل خود را در وهله اوّل برای مسیحیان یهودی‌نژاد نگاشته‌است. به همین جهت، متی بیش از سایر انجیل نگاران از پیشگویی‌های عهد عتیق نقل قول می‌کند؛ نیز او با فرض اینکه خوانندگانش از سنن یهودی به‌خوبی آگاهند، بر خلاف سایر انجیل نگاران توضیحی دربارهٔ آنها نمی‌دهد؛ بعلاوه، از اصطلاحات متداول در میان یهودیان (نظیر پادشاهی آسمان) بهره می‌گیرد، و نظایر اینها.
اما انجیل او تنها ویژه یهودیان نیست. آمدن سران مُغ برای تکریم عیسای نوزاد، و به‌خصوص مأموریت بزرگی که مسیح در پایان کتاب به رسولان می‌سپارد تا انجیل را به سراسر جهان ببرند، گواه این مدعاست.
افزون بر این، انجیل متی عیسی مسیح را در مقام معلمی بزرگ به تصویر می‌کشد، چراکه او با اقتدار، شریعت را تفسیر می‌کند و دربارهٔ پادشاهی خدا تعلیم می‌دهد. یکی از ویژگی‌های انجیل متی آن است که بیشترِ آموزه‌های عیسی را با هم در چند بخش گرد آورده‌است. این بخش‌های تعلیمی عبارتند از:
۱ - موعظه بر فراز کوه (فصلهای ۵–۷)
۲ - تعالیمی پیرامون دوازده شاگرد و مأموریت آنها (فصلa۰۱۰)
۳ - مَثَلهایی دربارهٔ پادشاهی آسمان (فصل ۱۳)
۴ - تعلیم پیرامون معنی شاگردی (فصل ۱۸)
۵ - تعلیم پیرامون پایان عصر حاضر و آمدن پادشاهی آسمان (فصلهای ۲۴–۲۵)
تقسیم‌بندی کلّی
۱ - تولد و کودکی عیسی (فصلهای ۱ و ۲)
۲ - آماده شدن عیسی برای رسالت خود (۳:۱ تا ۴:۱۲)
۳ - خدمات عیسی در جلیل (۴:۱۲ تا ۱۴:۱۲)
۴ - کناره‌گیری عیسی از جلیل (۱۴:۱۳ تا ۱۷:۲۱)
۵ - آخرین خدمات عیسی در جلیل (۱۷:۲۲ تا ۱۸:۳۵)
۶ - خدمات عیسی در یهودیه و نواحی شرق رود اردن (فصلهای ۱۹ و ۲۰)
۷ - هفته آخر زندگی زمینی عیسی و رنجهای او (فصلهای ۲۱ تا ۲۷)
۸ - رستاخیز عیسی مسیح (فصل ۲۸)

## پی‌نوشت
1. ↑  عهدجدید، انجیل متی، باب 28، آیۀ 19-20.
2. 1 2  Watson E. Mills, Richard F. Wilson, Roger Aubrey Bullard(2003), p.942
3. ↑  Aubrey William Argyle (1963), p.16
4. ↑  Bart Erhman, Jesus: Apocalyptic Prophet of the New Millennium, Oxford University Press, p.44
5. 1 2  Bart Erhman (2004), p. 92
6. 1 2 3  Amy-Jill Levine (2001), p.372-373
7. ↑  Bart Erhman, Jesus: Apocalyptic Prophet of the New Millennium, Oxford University Press, p.43
8. ↑  Howard Clark Kee (1997), p. 448
9. 1 2  «««THIRTEEN GOOD HISTORICAL REASONS FOR THE EARLY DATING OF THE GOSPELS»»».
10. 1 2  «««Evidence for an Early Dating of the Four Gospels»»».
11. 1 2  ««A Case for the Early Dating of the Gospels»».
12. 1 2  «The Reliability of the New Testament (Authorship & Dating)».
13. 1 2 3  Harris, Stephen L., Understanding the Bible. Palo Alto: Mayfield. 1985.
14. 1 2  For a review of the debate see: Paul Foster, Why Did Matthew Get the Shema Wrong? A Study of Matthew 22:37, Journal of Biblical Literature, Vol. 122, No. 2 (Summer, 2003), pp. 309-333
15. 1 2  :en:Graham N. Stanton (1989), p.60
16. 1 2  "Matthew, Gospel acc. to St." Cross, F. L. , ed. The Oxford dictionary of the Christian church. New York: Oxford University Press. 2005
17. ↑  :en:Graham N. Stanton (1989), p.59
18. ↑  Amy-Jill Levine (2001), p.373
19. ↑  J. T. Weber. «Iran: Ancient and Modern in the Land of the Wise Men». The official publication of Catholic Near East Welfare Association.
20. ↑  Gospel According to Matthew., Encyclopædia Britannica.
21. ↑  Ridderbos, Herman N. Matthew: Bible student's commentary. Zondervan, 1987. p. 7; from earlychristianwritings.com
22. ↑  Donald Harman Akenson, Surpassing Wonder: The Invention of the Bible and the Talmuds, 2001, en:University of Chicago Press, p. 260
23. ↑  James M. Rochford. «Evidence for an Early Dating of the Four Gospels».
24. 1 2  Erik Manning (۲۰۲۱). «A CASE FOR THE EARLY DATING OF MATTHEW'S GOSPEL». www.isjesusalive.com.
25. ↑  en:Howard Clark Kee (1997), p. 448
26. ↑  Bart Erhman, Jesus: Apocalyptic Prophet of the New Millennium, Oxford University Press, p. 80-81
27. ↑  :en:Graham N. Stanton (1989), p. 63-64
28. ↑  عهدجدید، انجیل مرقس، باب ۳، آیۀ ۲۱.
29. ↑  Graham N. Stanton (1989), p. 36